# Der Mann ohne Namen (1921)
Der Mann ohne Namen ist ein sechsteiliger deutscher Abenteuerfilm aus dem Jahre 1921 rund um den Globetrotter und Verkleidungskünstler Peter Voss mit Harry Liedtke in der Titelrolle. Regie führte Georg Jacoby.

## Handlung

### 1. Teil: Der Millionendieb
Peter Voss ist ein Tausendsassa und Weltenbummler – charmant, eloquent, trickreich und ein Meister der Masken. Diese Eigenschaften werden auch dringend benötigt, denn sein steinreicher Onkel Axel Voss sitzt schwer in der Bredouille: Um mit seiner Privatbank nicht bankrottzugehen, bittet dieser Peter, ihm zu helfen. Voss hat auch schon einen Plan: Man müsse nur mutmaßlich die eigene Bank bestehlen, um durch die Versicherung saniert zu werden. Und so „raubt“ Juniorchef Peter Voss insgesamt 25 Millionen, die es in Wahrheit gar nicht mehr gibt. Um die eigene Spur zu verwischen, täuscht er sogar seinen eigenen Tod vor. Er startet sein Wasserflugzeug und schmiert angeblich damit ab. Während das Flugzeug in Flammen aufgeht, macht sich Peter aus dem Staub. Die Versicherung der Bank ist jedoch misstrauisch geworden und entsendet den cleveren Detektiv Bobby Dodd, um den verschwundenen 25 Millionen und dem Dieb nachzuspüren. Dodd ist Peter immer haarscharf auf den Fersen; bei einem Fest im Haus von Frederik Nissen, in dessen Tochter Gert Peter verliebt ist, schnappt beinahe die Falle zu. Obwohl in Maskierung als Kapellmeister anwesend, wird Peter enttarnt. Doch ehe er dingfest gemacht werden kann, entwischt er in wilder Verfolgungsjagd über die Dächer. Er verkleidet sich als Matrose und heuert auf einem Schiff an, das ihn außer Landes bringen soll. Während der Dampfer ablegt, erreichen auch Bobby und Gert mit Vater den Hafen. Doch sie kommen zu spät.

### 2. Teil: Der Kaiser der Sahara
Weiter geht die Flucht quer durch Europa: nach Venedig, Triest und Scheveningen. Dreimal hat Dodd ihn fast erwischt, doch jedes Mal gelingt dem Abenteurer in letzter Sekunde die Flucht. In Afrika gelingt es Gert, ihrem Vater und Bobby Dodd, Peters Fährte wieder aufzunehmen. Dann kommt es für die junge Frau zu einer merkwürdigen Begegnung: Eines Tages buhlt ein seltsam erscheinender Mann in noch seltsamerer Aufmachung um die Gunst der schönen Gert. Der Wüstensohn namens Prinz Achmed nennt sich in aller Bescheidenheit ‚Kaiser der Sahara‘. Gert kann sich zunächst keinen Reim auf die Avancen des exotischen Fremden machen und empfindet auch nichts für ihn. Noch hat die junge Frau nicht erkannt, dass hinter dieser Maskerade natürlich wieder Peter Voss steckt. Als Gert ihn erkennt, ist es für Peter fast zu spät. 

### 3. Teil: Gelbe Bestien
Während Dodd an Peters Fersen klebt, verfolgt dieser nun wiederum Frederik Nissen und dessen Tochter Gert. Alle drei begeben sich in das überaus prachtvolle Schloss des angeblichen Kaisers der Sahara, das in der Wüste Marokkos liegt. Als Kameltreiber verkleidet dringt er in das „eigene“ Schloss ein und wird sogleich von den Wachen überwältigt und in den hauseigenen Kerker geworfen. Der wirkliche Besitzer ist ein Berberfürst, dessen Lieblingsfrau Roschewa sogleich mit dem europäischen Fremdling anbandelt. Das bringt den Araber natürlich sofort in Wallung. Roschewa will Peter aber helfen und öffnet, während sie vor den Gästen tanzt, ganz en passant den schlosseigenen Löwenzwinger. Die Großkatzen jagen alsbald die Gäste durch die Palasträume, und bald ist das Durcheinander perfekt. Voss, der sich inzwischen befreien konnte, erklimmt zusammen mit Gert einen Kronleuchter und rettet sich von dort auf eine Galerie. Gert, ihr Vater und die anderen Gäste finden Rettung in einem Reisebus, den von allen verfolgte Voss verschlägt es auf der atemlosen Flucht in die Wüste. Dort bricht er zusammen. Eine Hyäne schleicht bereits um den Bewusstlosen herum. 

### 4. Teil: Die goldene Flut
Wieder einmal wird Peter Voss gegen alle Logik in letzter Sekunde gerettet. Sein nächstes Ziel: ein Landstreifen in Spanien, „Goldküste“ genannt. Dort finden sich alle vier Protagonisten nach und nach ein. Ein gewisser Palmas, seines Zeichens Ingenieur, steht hinter einem groß aufgezogenen Schwindel, mit dem man an den Besitz des millionenschweren Frederik Nissen kommen will. Nissen wird telegrafiert, man habe ein Verfahren entwickelt, mit dem man aus Meerwasser Gold gewinnen könne. Dazu müsse der Investor weitere 25 Millionen nachschießen. Während Nissen dieser Entwicklung nachgehen will, wird er von Dodd heimlich verfolgt. Gert wiederum folgt Dodd in der Verkleidung eines Jungen. Voss ist bereits in eine neue Rolle geschlüpft und rackert nun als Arbeiter bei Palmas, um sich dessen Vertrauen zu erschleichen. Während Dodd dann den Schwindel auffliegen lässt und ganz nebenbei Nissen das Leben rettet, gehen dessen 25 Millionen flöten. Die hat sich der Stierkämpfer Pol geschnappt, als Palmas ums Leben kommt. Voss und Doddy beschließen, dieses eine Mal zusammenzuarbeiten, um Pol zu fassen und ihm das Geld wieder abzuknüpfen. 

### 5. Teil: Der Mann mit den eisernen Nerven
Auf der Jagd nach Pol erreichen Peter Voss und Bobby Dodd Barcelona. Dort gibt sich der Stierkämpfer als russischer Fürst aus und spielt den Gernegroß. Nach und nach verjuxt er im Etablissement „Moulin Rouge“ die gestohlenen Millionen. Als Voss dort eintrifft, trifft er auch eine alte Bekannte wieder, seine ehemalige Freundin Mabel Carlson. Diese ist ein Star des Varietés geworden und hat sich an den falschen Fürsten mit den entwendeten Millionen herangewanzt. Um Voss eins auszuwischen, spielt die eifersüchtige Mabel ihm einen bösen Streich. Nach einigem Hin und Her können Peter und Bobby den Millionendieb Pol dingfest machen, ein Großteil des Geldes kann gerettet werden. Dann aber löst sich das vorübergehende Zweckbündnis zwischen Voss und Dodd schlagartig wieder auf. Dodd will seinen Kumpan endlich festnehmen, da ist der schon wieder über alle Berge.

### 6. Teil: Der Sprung über den Schatten
Auf seiner Flucht sind sich Peter und Gert immer näher gekommen. Man beschließt zu heiraten, ohne sich die Einwilligung des Schwiegervaters einzuholen. Axel Voss begleicht gegenüber Frederik Nissen seine Millionenschuld – er verkauft kurzerhand seine boomenden Goldküste-Aktien. Dann macht Peters Onkel reinen Tisch und gesteht, dass er und Peter den ganzen angeblichen 25-Millionen-Diebstahl nur ausgedacht haben. Nissen ist daraufhin mit der Vermählung der beiden jungen Leute einverstanden und reist nach München, um Peter und Gert seinen Segen zu geben. Und schließlich kann auch der gleichfalls eintreffende Bobby Dodd – wenigstens für kurze Zeit – einen Triumph auskosten: Endlich darf er Peter Voss, den (angeblichen) Millionendieb, festnehmen.

## Produktionsnotizen
Bei Der Mann ohne Namen handelt es sich um die erste von mehreren Verfilmungen des beliebten Abenteuerromans Peter Voß, der Millionendieb von Ewald Gerhard Seeliger. Die Dreharbeiten begannen im Sommer 1920 und zogen sich über mehrere Monate hin. Gedreht wurde in Deutschland, Dänemark, Dalmatien, im Norden Italiens, Spanien, Marokko (z. B. Tetuan) und in der Sahara. Die Uraufführungen der einzelnen Teile waren am 11. März, 18. März, 29. März, 8. April, 19. April und am 6. Mai 1921 jeweils im Berliner Mozartsaal. Fünf der sechs Filme besaßen eine Länge von fünf Akten und waren zwischen 65 und 80 Minuten lang, lediglich der dritte Teil Gelbe Bestien besaß nur vier Akte.
Die Bauten stammen vom langjährigen Filmarchitekten Ernst Lubitschs, Kurt Richter. Bruno Lopinski, der hier eine Nebenrolle spielt, assistierte darüber hinaus Regisseur Jacoby. Der von der PAGU produzierte Film wurde im Auftrag der UFA hergestellt und gilt als klassisches Beispiel eines frühen deutschen Filmserials.
Die Innenaufnahmen entstanden im UFA-Union-Atelier in Berlin-Tempelhof.

## Kritiken
Im Kinobrief, Hefte 57 bis 59, besprach Hans Richter 1921 die einzelnen Episoden und kam zu jeweils unterschiedlichen Einschätzungen. So bemängelte er beispielsweise die schauspielerische Leistung des in Der Kaiser der Sahara zur Crew hinzugestoßenen Erich Kaiser-Titz, „der leider eine gewisse Steifheit nicht loswerden kann“ und lobte im Übrigen: „Das Tempo hat nicht nachgelassen“. Bei Gelbe Bestien kritisierte Richter, man habe aus dieser Abenteuerepisode „einen orientalischen Prunkfilm gemacht. Diese Maharadschiade im Reiche des Kaisers ist bei Licht besehen eigentlich überflüssig, wenigstens für den Millionendiebstahl.“ Die goldene Flut wiederum wird recht gut besprochen: „Hier schließen die Verfasser unmittelbar an den ersten Teil an und gewinnen das im dritten Teil vermißte Tempo und den netten Humor wieder.“
Oskar Kalbus’ Vom Werden deutscher Filmkunst erinnerte: „„Der Mann ohne Namen“ war ein bedingungsloser Erfolg. Warum eigentlich? Weil er nichts anderes war und sein wollte als „Film“. Er suchte niemals seine Mittel außerhalb des rein Filmischen. Also keine „Aufklärung“, kein „Expressionismus“, keine „Belletristik“, keine „Psychologie“, sondern immer und immer wieder nur Handlung, wechselnde Sensationen, buntes Geschehen, schöne Szenerien.“